# Ciclisme als Jocs Olímpics d'Estiu de 1996
Als Jocs Olímpics d'Estiu de 1996 celebrats a la ciutat d'Atlanta (Estats Units d'Amèrica) es disputaren 14 proves de ciclisme, vuit en categoria masculina i sis en categoria femenina. La competició es dividí entre quatre de ciclisme en ruta, vuit de ciclisme en pista i dues de ciclisme de muntanya, sent la primera vegada que aquesta modalitat formava part del programa oficial dels jocs. La competició tingué lloc entre els dies 21 i 28 de juliol de 1996.
Hi participaren un total de 477 ciclistes, entre ells 366 homes i 111 dones, de 68 comitès nacionals diferents. En aquesta edició es permeté la competició als ciclistes professionals.

## Resum de medalles

### Ciclisme en ruta

#### Categoria masculina
| Prova                   | Or              | Argent        | Bronze         |
| Ruta individual Detalls | Pascal Richard  | Rolf Sørensen | Max Sciandri   |
| Contrarellotge Detalls  | Miguel Indurain | Abraham Olano | Chris Boardman |

#### Categoria femenina
| Prova                   | Or              | Argent         | Bronze       |
| Ruta individual Detalls | Jeannie Longo   | Imelda Chiappa | Clara Hughes |
| Contrarellotge Detalls  | Zulfià Zabírova | Jeannie Longo  | Clara Hughes |

### Ciclisme en pista

#### Categoria masculina
| Prova                             | Or                                                                                | Argent                                                                    | Bronze                                                                                         |
| Quilòmetre contrarellotge Detalls | Florian Rousseau                                                                  | Erin Hartwell                                                             | Takanobu Jumonji                                                                               |
| Velocitat individual Detalls      | Jens Fiedler                                                                      | Marty Nothstein                                                           | Curtis Harnett                                                                                 |
| Persecució individual Detalls     | Andrea Collinelli                                                                 | Philippe Ermenault                                                        | Bradley McGee                                                                                  |
| Persecució per equips Detalls     | FrançaChistophe Capelle · Philippe Ermenault · Jean-Michel Monin · Francis Moreau | RússiaEduard Gritsun · Nikolai Kuznetsov · Aleksei Màrkov · Anton Chantyr | AustràliaBrett Aitken · Stuart O'Grady · Timothy O'Shannessey · Dean Woods · Bradley McGee (q) |
| Cursa per punts Detalls           | Silvio Martinello                                                                 | Brian Walton                                                              | Stuart O'Grady                                                                                 |

#### Categoria femenina
| Prova                         | Or                 | Argent          | Bronze             |
| Velocitat individual Detalls  | Félicia Ballanger  | Michelle Ferris | Ingrid Haringa     |
| Persecució individual Detalls | Antonella Bellutti | Marion Clignet  | Judith Arndt       |
| Cursa per punts Detalls       | Nathalie Lancien   | Ingrid Haringa  | Lucy Tyler-Sharman |

### Ciclisme de muntanya

#### Categoria masculina
| Prova                        | Or             | Argent              | Bronze          |
| Ciclisme de muntanya Detalls | Bart Brentjens | Thomas Frischknecht | Miguel Martinez |

#### Categoria femenina
| Prova                        | Or          | Argent       | Bronze         |
| Ciclisme de muntanya Detalls | Paola Pezzo | Alison Sydor | Susan DeMattei |

## Medaller
| Posició | País          | Or | Argent | Bronze | Total |
| 1       | França        | 5  | 3      | 1      | 9     |
| 2       | Itàlia        | 4  | 1      | 0      | 5     |
| 3       | Països Baixos | 1  | 1      | 1      | 3     |
| 4       | Espanya       | 1  | 1      | 0      | 2     |
| 4       | Rússia        | 1  | 1      | 0      | 2     |
| 4       | Suïssa        | 1  | 1      | 0      | 2     |
| 6       | Alemanya      | 1  | 0      | 1      | 2     |
| 7       | Canadà        | 0  | 2      | 3      | 5     |
| 8       | Estats Units  | 0  | 2      | 1      | 3     |
| 9       | Austràlia     | 0  | 1      | 4      | 5     |
| 10      | Dinamarca     | 0  | 1      | 0      | 1     |
| 12      | Regne Unit    | 0  | 0      | 2      | 2     |
| 13      | Japó          | 0  | 0      | 1      | 1     |